# Take It Away
"Take It Away" är den första singeln från det amerikanska rockbandet The Used's andra studioalbum, In Love and Death. Den släpptes den 26 augusti, 2004.

## Låtlista
Promo:
1. "Take It Away" [Radio edit]
2. "Take It Away" [Album version med intro edit]

CD ett:
1. "Take It Away" [Album version]
2. "All That I've Got" [Live @ Soma]

CD två:
1. "All That I've Got" [Album version]
2. "The Taste of Ink" [Live @ Soma]
3. "Take It Away" [Live @ Soma]